# 女猿
女猿（にょえん）は、日本の女性アイドルグループ。
フジテレビ系『とんねるずのみなさんのおかげでした』での野猿の妹分オーディションで選ばれた4人で構成されていた。

## メンバー
- 小林紗貴（こばやし さき、1982年9月9日 - ）東京都出身。
- 島田麻依子（しまだ まいこ、1982年12月2日 - ）大阪府出身。
- 宮下麻衣子（みやした まいこ、1987年2月7日 - ）長野県出身。
- 新美若奈（にいみ わかな、1983年11月30日 - ）愛知県出身。

## 概要
- オーディション応募総数は1万6千通を超え、書類審査→面接審査→第一次歌審査→最終歌審査が行われ、小林紗貴、宮下麻衣子の2人が合格。その後追加オーディションで合格した島田麻依子、新美若奈が加わり4人組ユニットとなる。

面接審査以降は石橋貴明、秋元康、後藤次利が審査をした。
- 本来はCDデビューも計画されていたが、実際には小林と島田の2人しかデビューしておらず、積極的な活動は行われずに終わった。結果、『とんねるずのみなさんのおかげでした』内の「モジモジくん」のアシスタント（おねえさん）がグループで唯一の活動となった（ただし活動期間は2000年～2004年と野猿より長かった）。
- 所属事務所はとんねるずと杉本清の事務所であるアライバルの預かりとなっていた。

## その他追記など
- グループ結成前、『とんねるずのみなさんのおかげでした』内の「ほんとのうたばん」で、石橋貴明と制作会社の女性スタッフで結成した「モーニング嫌。」（モーニング娘。のパロディ）というグループのことを「女猿」と呼んでいた。そのメンバーの中には、のちに野猿と共に活動することとなる荒井千佳もいた。
- 木下優樹菜がオーディションの最終選考に残っていたが、落選している旨を『うたばん』（TBS系列、2007年10月25日放送分）で明かしている。また、『とんねるずのみなさんのおかげでした』内の企画「新・食わず嫌い王決定戦」（2008年7月31日放送分）に木下がPaboのメンバーとして出演した際に、オーディション時の映像と書類に同封した写真が公開された。

## 関連
- とんねるずのみなさんのおかげでした
- 野猿
- とんねるず（事務所の先輩）
- 杉本清（事務所の先輩）

| スタブアイコン | サブスタブ | この項目は、まだ閲覧者の調べものの参照としては役立たない、アイドル（グラビアアイドル・ライブアイドル・ネットアイドル・レースクイーン・コスプレイヤーなどを含む）に関連した書きかけの項目です。この項目を加筆・訂正などしてくださる協力者を求めています（P:アイドル/PJ:芸能人）。 |